# فهد الشعلة
فهد علي زايد الشعلة النصافي  ،(31 مارس 1965-) وزير الاوقاف والشئون الإسلامية ووزير دولة لشؤون البلدية في الكويت وفق المرسوم الأميري للوزراء الجدد المعينين في الحكومة الكويتية والقاضي بالتعديل الوزاري الصادر، في تاريخ 24 - ديسمبر - 2018. كما عين وزيرا للمرة الثانية في الحكومة الكويتية الثاني والأربعون برئاسة أحمد النواف الأحمد الصباح في تاريخ 9 - أبريل - 2023 وتم إسناد حقيبتي وزارة شؤون البلدية والاتصالات.

## المؤهلات
حاز الإجازة الجامعية في مجال الجغرافيا بتقدير جيد جدا ودبلوم المساحة في كلية التكنولوجيا بالهيئة العامة للتعليم التطبيقي والتدريب، وتدرج في المناصب الوظيفية في بلدية الكويت ما بين عامي 1988 و1991 ثم انتقل إلى العمل في الأمانة العامة للمجلس البلدي، كما تولى منصب مراقب الشؤون الفنية في إدارة نزع الملكية وتدرج فيها حتى تولى منصب وكيل وزارة في الإدارة عام 2011، وشارك في عدد من لجان العمل والمؤتمرات والندوات الدولية المتخصصة، كما عمل عضوا في جدول المحكمين بمركز التحكيم التجاري لدول مجلس التعاون لدول الخليج العربية وخبيرا في مركز القاهرة الإقليمي للتحكيم التجاري الدولي، كما حاضر في عدد من الدورات حول البلدية والمجلس البلدي وأملاك الدولة والتسويات العقارية وإجراءات نزع الملكية والبحث الفني لإدعاءات الملكية.

## الخبرات الوظيفية
- إدارة المساحة – بلدية الكويت مخطط جغرافي [3]
- فني مساحة - إدارة المساحة – بلدية الكويت
- إدارة المساحة – بلدية الكويت	رئيس شعبة التحديد
- الأمانة العامة لمجلس البلدي - باحث بقسم الدراسات والبحوث
- مراقب الشئون الفنية - إدارة نزع الملكية
- إدارة نزع الملكية - أمين سر لجنة نزع الملكية
- إدارة نزع الملكية - (قرار رئيس البلدية رقم94/1)	نائب مدير إدارة نزع الملكية
- إدارة نزع الملكية - (قرار رئيس البلدية رقم200/130)	مدير إدارة نزع الملكية بالوكالة
- إدارة نزع الملكية - (المرسوم الأميري رقم 65/2001 الصادر بتاريخ 2001/4/9).	مدير إدارة نزع الملكية (وكيل وزارة مساعد)
- إدارة نزع الملكية - (المرسوم رقم 2011/238) الصادر بتاريخ 2011/7/5 م	(وكيل وزارة)

## اللجان المشارك فيها
1. وزارة المالية:
- عضو لجنة نزع الملكية بموجب المادة (5) من قانون 33 لسنة 64 بشأن نزع الملكية.
- عضو لجنة متابعة تنفيذ قرار مجلس الوزراء باستملاك خيطان (القرار الوزاري رقم 2006/48).
- رئيس لجنة التخطيط والمتابعة بإدارة نزع الملكية (قرار إداري رقم 2006/14).
- رئيس لجنة شئون الموظفين بإدارة نزع الملكية (قرار وزاري رقم 2001/51).
- رئيس لجنة دعم وتعزيز الشفافية وتحقيق مدركات الإصلاح (قرار إداري رقم 2014/10).

2. وزارت وهيئات حكومية:
- اللجنة الدائمة للنظر في مشاريع التطوير الإداري بالجهاز التنفيذي بالبلدية (قرار رئيس البلدية رقم 94/10).
- لجنة مراجعة وإعداد مقترحات بعض التشريعات ذات العلاقة بأنشطة البلدية (قرار مدير عام البلدية رقم 96/38).
- اللجنة الاستشارية لاقتراح التوجيهات والسياسة العامة لمجلة البلدية (قرار مدير عام البلدية 98/19).
- عضو فريق عمل دراسة تقرير أعمال البلدية وتطوير العمل (قرار البلدية رقم 99/66).
- نائب رئيس لجنة دراسة الوضع التنظيمي لإدارة نزع الملكية والتشريعات المتعلقة بعمل الإدارة (قرار رئيس البلدية رقم 167/2000).
- عضو لجنة تنفيذ آلية تطبيق الخطة الإنمائية لتنظيم المناطق (قرار رئيس البلدية رقم 2000/58).
- عضو فريق عمل المشروع المقترح لإعادة تنظيم الجهاز التنفيذي للبلدية وفروعها (قرار رئيس البلدية رقم 2000/167 وتعديلاته).
- نائب رئيس وعضو لجنة الإخلاء الإداري (قرار رئيس البلدية 99/21 وتعديلاته).
- عضو اللجنة العليا للتخطيط بالبلدية (عدة قرارات وزارية).
- عضو لجنة شئون الموظفين بالبلدية (عدة قرارات إدارية).
- عضو لجنة النظر في تسمية المناصب الإدارية في أفرع البلدية بالمحافظات (قرار رئيس البلدية رقم 2002/94)
- نائب رئيس لجنة متابعة قضايا ادعاءات الملكية (قرار رئيس البلدية رقم 2002/133)
- عضو اللجنة العليا للإشراف والمتابعة على تحضيرات اجتماع وزراء ومسئولي شئون البلديات لدول مجلس التعاون الخليجي (قرار مدير عام البلدية رقم 2004/76).
- عضو لجنة آلية لتسجيل العقارات التي لا مالك لها والتي صدرت بشأنها أحكام نهائية لصالح الدولة (قرار إداري رقم 2004/95).
- عضو اللجنة العليا لإعداد وتقديرات مشروع ميزانية البلدية (قرار وزاري رقم 2005/32).
- عضو لجنة النظر في طلبات تخصيص القسائم الزراعية (قرار نائب رئيس مجلس الوزراء وزير الدولة لشئون مجلس الوزراء رقم 99/30).
- عضو لجنة دراسة ومتابعة كافة القضايا المرفوعة من المواطنين بشأن ادعاء ملكية أراضي الدولة (قرار مجلس الوزراء رقم 53 بتاريخ 2003/1/19).
- عضو فريق عمل إعداد الهيكل التنظيمي لوزارة الأشغال (قرار وزير الأشغال ووزير الدولة لشئون الإسكان رقم 2004/77 بتاريخ 2004/10/24).
- رئيس لجنة دراسة جميع المعاملات المشمولة بقرارات التبادل (قرار مجلس الوزراء رقم 2005/459 القرار الوزاري رقم 2005/2 بتاريخ 2005/5/11).

رابعاً: الخبرات الاخري:-
- عضو جدول المحكمين بمركز التحكيم التجاري لدول مجلس التعاون لدول الخليج العربي (شهادة رقم 506 بتاريخ 1998).
- خبير بمركز القاهرة الإقليمي للتحكيم التجاري الدولي (عضوية رقم 47).
- محاضر في العديد من الدورات والندوات حول ” البلدية – المجلس البلدي – أملاك الدولة – التسويات العقارية – إجراءات *نزع الملكية – البحث الفتى لإدعاءات الملكية).
- عضو منتسب بجمعية إدارة الأعمال العربية بجمهورية مصر العربية رقم العضوية (89).
- عضو دائم بالجمعية الجغرافية الكويتية رقم العضوية (47).
- عضو منتسب بالجمعية الجغرافية المصرية رقم العضوية (2080).
- عضو دائم بالجمعية الكويتية لحماية البيئة.
- عضو عامل بجمعية الهلال الأحمر الكويتي رقم العضوية (2026).
- عضو عامل بنادي التضامن الرياضي.
- عضو سابق بمجلس إدارة الجمعية الجغرافية الكويتية (2009-2007).
- عضو عامل بجمعية الصحافيين الكويتية (4456). (سابقاً).
- عضو عامل بمنظمة الصحافيين العالمية.(سابقاً).
- عضو بمجالس ومؤتمرات طلابية (سابقاً).

## المهام الرسمية
- زيارة إلى دولة الإمارات العربية المتحدة ودولة قطر والبحرين خلال فترة من 10-20 يناير 1995 للاطلاع على القوانين والنظم المعمول بها دول مجلس التعاون الخليجي.
- زيارة إلى جمهورية الصين الشعبية خلال فترة من 13-22/6/1998 (قرار رئيس البلدية 24/98).

ج – المؤتمرات والندوات وحلقات النقاش:
- المشاركة في الحلقة النقاشية (فن إصدار القرار الإداري والتفويض الإداري) بمعهد الكويت للدراسات القضائية – 2002/5/11).
- المشاركة في مؤتمر المهارات القانونية والإدارية خلال الفترة من 7/21-2004/8/11 المنعقدة بمدينة كوالمبور – بماليزيا.
- ندوة (أساليب تطوير النظام المحاسبي الحكومي وورشة عمل مكافحة الفساد المالي) مدينة القاهرة – مصر خلال الفترة من (2007/6/14-19).
- معرض جيتكس (29) بدبي خلال الفترة من 21/19 أكتوبر 2009 .
- الحلقة النقاشية (الارتقاء بمعدلات الأداء المؤسسي المتميز) خلال الفترة 5/18- 2010/5/20 ديوان الخدمة المدنية.
- الحلقة النقاشية (الإدارة والشفافية) خلال الفترة 6/15-2010/6/17- ديوان الخدمة المدنية.
- معرض جيتكس (30) دبي خلال الفترة من 21/17 أكتوبر 2010 .
- معرض جيتكس (31) دبي خلال الفترة من 13/9 أكتوبر 2011 .
- المؤتمر (18) للحكومة والخدمات الالكترونية في دول مجلس التعاون الخليجي – بدبي خلال الفترة من 19-23 مايو 2012.
- المؤتمر السنوي العام الثاني عشر (الإدارة الرشيدة وبناء دولة المؤسسات) 8-10 والتي تنظمه المنظمة العربية للتنمية الإدارية، سبتمبر 2012 القاهرة – جمهورية مصر العربية.
- المؤتمر (19) للحكومة والخدمات الالكترونية في دول مجلس التعاون الخليجي – بدبي خلال الفترة من 18-22 مايو 2013 .
- المشاركة في مؤتمر ومعرض جيتيكس (33) بدبي خلال الفترة من 10/20-2013/10/24.
- المشاركة في مؤتمر ومعرض جيتيكس بدبي خلال شهر أكتوبر للعام 2016/2015.

## الابحاث والدراسات
- أعضاء المجلس البلدي (1932-1992) – 1992.
- التشريعات والقرارات المتعلقة بنشاط إدارة نزع الملكية – جمع وتبويب – مايو1996 .
- المصطلحات القانونية المتعلقة بنشاط إدارة نزع الملكية – سبتمبر 1998 .
- نزع الملكية للمنفعة العامة (تاريخ – إجراءات – انجازات) 1998 .
- البحث الفني للمعاملات العقارية -1999 .
- المجلس البلدي ودورة في رسم السياسات الحضرية – بدولة الكويت.
- ” بحث قدم للمؤتمر الثاني عشر لمنظمة المدن العربية ”
- ” الندوات العلمية المصاحبة للمؤتمر – أبريل 2000″

## وصلات خارجية
- الأسماء الرسمية للوزراء في الحكومة الكويتية